# Thiên niên kiện lá hình thìa
Thiên niên kiện lá hình thìa hay thiên niên kiện pierre, thần phục, tờ vin (danh pháp hai phần: Homalomena pierreana) là loài thực vật thuộc họ Ráy.
Đây là loài đặc hữu của miền Bắc Việt Nam.